# Egipte sota l'Imperi Romà d'Orient

Diòcesi d'Egipte (Dioecesis Aegypti) c. 400, amb les províncies subordinades i les majors ciutats.

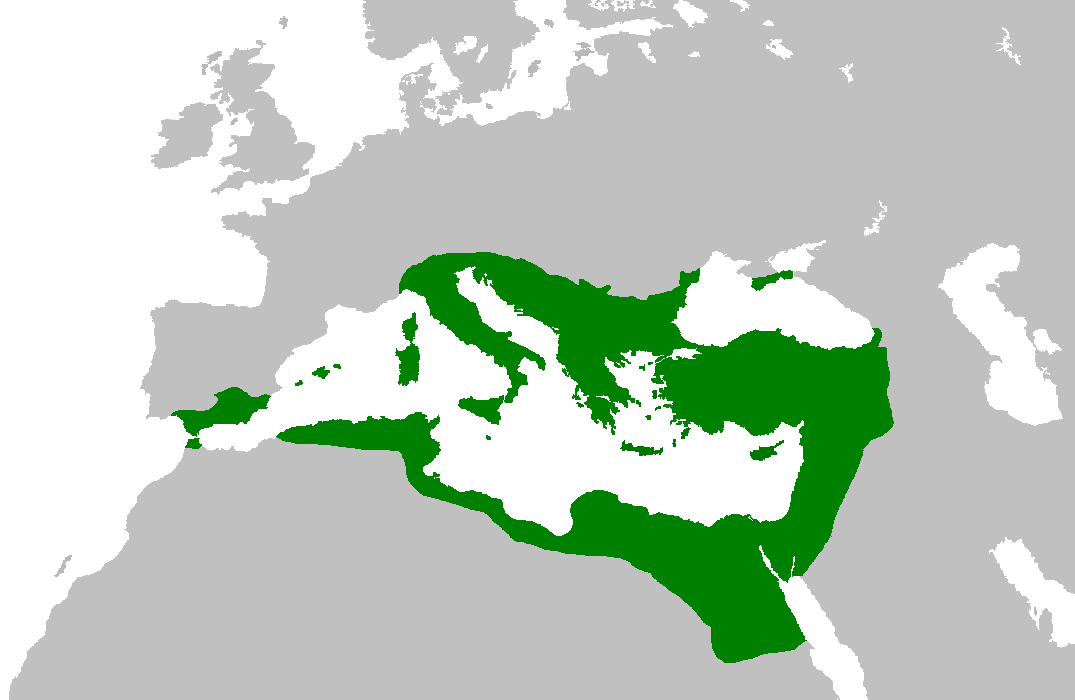
Mapa de l'Imperi Romà d'Orient l'any 550 sota el regnat de Justinià.

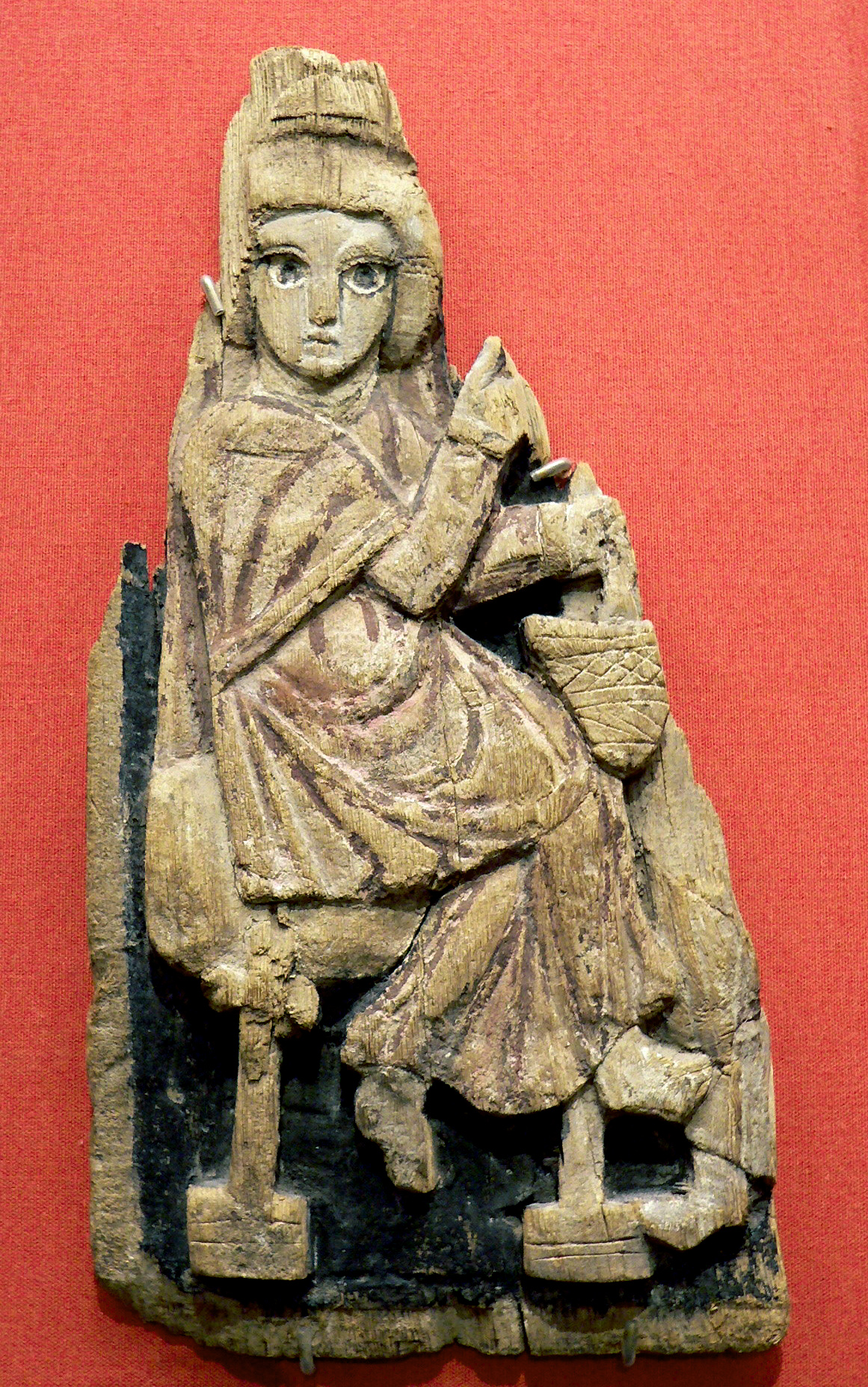
Verge de l'Anunciació. Finals del.

El període d'Egipte sota l'Imperi Romà d'Orient comença amb la mort de Teodosi el 395, quan l'Imperi Romà queda dividit en dos, quedant la província d'Ægyptus al costat de les províncies de Macedònia, Grècia, Palestina, Tràcia i Anatòlia en el denominat Imperi Romà d'Orient, amb capital a Constantinoble. Acabarà aquest període amb la conquesta àrab entre 639 i 645.

## Història
El 476, marca la caiguda de l'Imperi Romà d'Occident de facto, amb la deposició de Ròmul Augústul com a emperador romà d'Occident per Odoacre (tot i que Juli Nepot restaria l'emperador romà d'Occident de iure fins al seu assassinat el 480).
Per contra, l'Egipte romà d'Orient va experimentar un llarg període de pau, des del segle v fins a principis del segle vii, la qual cosa li va permetre experimentar un increment del comerç i vida intel·lectual. Alexandria, una veritable megalòpoli de la seva època va arribar a reunir grans filòsofs i matemàtics al voltant del seu Musèon i fou també la seu d'una església amb una profunda vida espiritual.
L'antiga cultura egípcia va ser oblidada a poc a poc a causa de la desaparició del sacerdoci pagà, perquè ja l'any 392, el mateix Teodosi havia ordenat tancar tots els temples pagans de l'Imperi Romà. Només es va salvar un d'ells, el complex de temples de Files, dedicat a la deessa Isis i a altres divinitats núbies, que romandria obert per motius polítics, per a no ofendre a les poblacions núbies que tenien gran devoció, sent fins a tal punt, de vital importància per al comerç amb el sud. Ja a penes ningú era capaç de llegir els jeroglífics de l'Egipte faraònic, i els temples de l'antiga religió egípcia es van convertir en esglésies o van ser abandonats. Fins i tot, l'antiga llengua egípcia es va convertir gradualment en la llengua copta, que es va convertir en la llengua litúrgica del cristianisme egipci.
No obstant això, les fortes disputes entre el monofisisme i diofisisme, amb les seves implicacions religioses (sobre la naturalesa de Crist) i polítiques, provocaren disturbis. Les províncies eren assolades per milícies privades que desafiaven l'autoritat i saquejaven els pagesos, i l'emperador Justinià va intentar posar ordre. Quan el concili de Calcedònia el 451 va condemnar el monofisisme, majoritari a Egipte, va provocar una gran escissió: l'ortodòxia era defensada per mercaders i funcionaris relacionats amb Constantinoble, mentre que el poble defensava els monofisites unint el rebuig a l'autoritat (i al fisc) amb la defensa de la llengua i cultura pròpia. Encara que el monofisisme ou derrotat, els monofisites d'Egipte es reagruparen i crearen una església nacional, l'Església Ortodoxa Copta, que abolí l'ús del grec en els seus cultes i utilitzà en el seu lloc el copte.
L'emperador Justinià, per un edicte del 551 va ordenar el tancament de l'únic temple pagà obert, el de Files, que continuava practicant els vell cultes, particularment el d'Isis. A la seva mort, l'any 565, l'aristocràcia local deixà de sustentar el poder imperial, i els disturbis religiosos van continuar, creant un sentiment nacional forjat en la separació de Constantinoble, la qual cosa facilitaria les invasions del segle vii . Cal esmentar que bona part de les diferències religioses entre el cor grec de l'imperi (Grècia, Àsia menor) i les províncies com Egipte o Síria radicava en el xoc cultural i el sentiment de submissió per part d'aquestes darreres (que tenien herències de cultures mil·lenàries) envers el poder central. L'adopció de corrents cristianes diferenciades, doncs, fou una tria adient per a ressaltar el sentiment identitari propi.
Encara que els romans d'Orient mantenien una forta presència militar amb una flota a Alexandria, sota el regnat d'Heracli, Egipte va sofrir dues invasions: la primera el 615, pel rei persa Còsroes II, la segona el 639 per Amr ibn al-As, lloctinent del califa Umar ibn al-Jattab. Amb la complicitat de Mokukos (o Makokas), prefecte de l'Egipte Mitjà, Amr ibn al-As entra a Memfis, captura la fortalesa de Babilònia al Caire i marxa cap a Alexandria, on els melquites, és a dir, els grecs residents a Egipte (molt nombrosos sobretot a Alexandria i al nord del delta) van oposar gran resistència. Finalment, després de catorze mesos de setge, sense haver rebut cap ajuda de Constantinoble, Alexandria cau el 22 de desembre de 640.

## Monjos i monestirs
És de notar que durant aquest període es va propagar pel Mediterrani el monacat, des d'Egipte, a imitació de Sant Pacomi i Sant Antoni Abat, que al segle iv, es van retirar al desert, i després van iniciar moviments eremítics i monàstics que van poblar de monestirs les arenes egípcies, com el monestir de Santa Caterina al Sinaí o els monestirs de Uadi el Natrun o Sohag.